# Kashif Bangnagande
Kashif Bangnagande (バングーナガンデ 佳史扶?, Bangunagande Kashifu; Tokyo, 24 settembre 2001) è un calciatore giapponese di origini ghanesi, difensore dell'FC Tokyo.

## Biografia
È nato a Tokyo da madre giapponese e padre ghanese.

## Caratteristiche tecniche
Mancino di piede, ha iniziato la propria carriera come ala sinistra, venendo successivamente spostato come terzino sinistro. Ha confermato il suo ruolo di laterale difensivo, in quanto si ispirava imitando la movenze di Gareth Bale. Dotato di una discreta velocità e di una buona tecnica di base che gli consente di effettuare interessanti passaggi alti ai suoi compagni di squadra, è un grande fan di Marcelo con cui condivide lo stesso ruolo.

## Carriera

### Club

#### Gli inizi
Inizia la sua carriera calcistica nel 2011, quando era ancora un bambino di scuola elementare, entrando a far parte della squadra giovanile dell'FC Habilista. Rimane nella società calcistica giovanile di Kawaguchi per tre anni, dalla quarta fino alla sesta elementare. Nel 2014 entra a far parte della squadra giovanile U-15 dell'FC Tokyo per poi essere promosso nel 2017 nel settore giovanile della rosa della capitale U-18. In seguito alle sue buone prestazioni osservate in campo, passa alla formazione U-23 e, l'anno successivo, esordisce nella gara interna della prima giornata di J3 League contro l'Azul Claro Numazu (persa 3-0), sostituendo nel ruolo di mediano Sōtan Tanabe al minuto 63. Terminerà il campionato di terza categoria giocando complessivamente 12 partite (e zero reti) sulle 32 a disposizione, concludendo con la sua squadra giovanile al 14º posto su 17.

#### FC Tokyo
Il 18 agosto 2019 viene annunciata la sua promozione all'FC Tokyo, formazione maggiore militante in J1 League, la massima divisione giapponese, per la stagione 2020. Debutta con l'FC Tokyo il successivo 4 settembre, partendo da titolare senza mai aver dato il cambio nella partita di andata di Coppa J. League persa per 1-0 sul campo del Gamba Osaka. Viene impiegato nuovamente titolare come terzino sinistro nella gara di campionato del 27 settembre 2020, dove viene sconfitto per 3-0 contro il Sagan Tosu ottenendo peraltro un'ammonizione al 62º minuto di gioco. A fine 2020 vince la Coppa J. League, nonché il suo primo trofeo in carriera. Malgrado sia entrato agli ultimi minuti finali dell'andata del quarto di finale della Coppa J. League 2021 persa contro il Consadole Sapporo (1-2), subisce un grave infortunio al menisco laterale del ginocchio destro che lo costringe a stare lontano dai campi di gioco per sei mesi. Il 27 agosto 2022 segna la sua prima rete in carriera nella partita di J1 League vinta per 6-3 ai danni del Kashiwa Reysol. Si ripete il 16 marzo 2024, nella quarta giornata di campionato, effettuando complessivamente nella vittoriosa gara contro l'Avispa Fukuoka (3-1) un gol e un assist a Yūto Nagatomo.

### Nazionale
Viene convocato a marzo 2023 nella rosa sperimentale post Mondiale 2022 per le amichevoli contro l'Uruguay e la Colombia dal CT Hajime Moriyasu. È stato preso in causa al raduno per capire se fosse lui l'uomo adatto per rimpiazzare in futuro la leggenda Yūto Nagatomo nel ruolo di terzino sinistro. Fa il suo esordio in nazionale maggiore il 28 marzo 2023, partendo da titolare nella partita contro i Los Cafeteros, persa per 2-1. Al 59º minuto lascia il campo (concedendo spazio al suo posto ad Ayumu Seko) per infortunio.

## Statistiche

### Cronologia presenze e reti in nazionale
| Cronologia completa delle presenze e delle reti in nazionale ― Giappone | Cronologia completa delle presenze e delle reti in nazionale ― Giappone | Cronologia completa delle presenze e delle reti in nazionale ― Giappone | Cronologia completa delle presenze e delle reti in nazionale ― Giappone | Cronologia completa delle presenze e delle reti in nazionale ― Giappone | Cronologia completa delle presenze e delle reti in nazionale ― Giappone | Cronologia completa delle presenze e delle reti in nazionale ― Giappone | Cronologia completa delle presenze e delle reti in nazionale ― Giappone |
| Data                                                                    | Città                                                                   | In casa                                                                 | Risultato                                                               | Ospiti                                                                  | Competizione                                                            | Reti                                                                    | Note                                                                    |
| ----------------------------------------------------------------------- | ----------------------------------------------------------------------- | ----------------------------------------------------------------------- | ----------------------------------------------------------------------- | ----------------------------------------------------------------------- | ----------------------------------------------------------------------- | ----------------------------------------------------------------------- | ----------------------------------------------------------------------- |
| 28-3-2023                                                               | Ōsaka                                                                   | Giappone                                                                | 1 – 2                                                                   | Colombia                                                                | Amichevole                                                              | -                                                                       | 59’                                                                     |
| Totale                                                                  |                                                                         | Presenze                                                                | 1                                                                       |                                                                         | Reti                                                                    | 0                                                                       |                                                                         |

| Cronologia completa delle presenze e delle reti in nazionale ― Giappone under 23 | Cronologia completa delle presenze e delle reti in nazionale ― Giappone under 23 | Cronologia completa delle presenze e delle reti in nazionale ― Giappone under 23 | Cronologia completa delle presenze e delle reti in nazionale ― Giappone under 23 | Cronologia completa delle presenze e delle reti in nazionale ― Giappone under 23 | Cronologia completa delle presenze e delle reti in nazionale ― Giappone under 23 | Cronologia completa delle presenze e delle reti in nazionale ― Giappone under 23 | Cronologia completa delle presenze e delle reti in nazionale ― Giappone under 23 |
| Data                                                                             | Città                                                                            | In casa                                                                          | Risultato                                                                        | Ospiti                                                                           | Competizione                                                                     | Reti                                                                             | Note                                                                             |
| -------------------------------------------------------------------------------- | -------------------------------------------------------------------------------- | -------------------------------------------------------------------------------- | -------------------------------------------------------------------------------- | -------------------------------------------------------------------------------- | -------------------------------------------------------------------------------- | -------------------------------------------------------------------------------- | -------------------------------------------------------------------------------- |
| 18-11-2022                                                                       | Siviglia                                                                         | Spagna under 23                                                                  | 2 – 0                                                                            | Giappone under 23                                                                | Amichevole                                                                       | -                                                                                | 62’                                                                              |
| 22-11-2022                                                                       | Portimão                                                                         | Portogallo under 23                                                              | 1 – 2                                                                            | Giappone under 23                                                                | Amichevole                                                                       | -                                                                                | 69’                                                                              |
| 14-10-2023                                                                       | Phoenix                                                                          | Messico under 23                                                                 | 1 – 4                                                                            | Giappone under 23                                                                | Amichevole                                                                       | -                                                                                | 46’                                                                              |
| 17-10-2023                                                                       | Phoenix                                                                          | Stati Uniti under 23                                                             | 4 – 1                                                                            | Giappone under 23                                                                | Amichevole                                                                       | -                                                                                | 46’                                                                              |
| 18-11-2023                                                                       | Shimizu                                                                          | Giappone under 23                                                                | 5 – 2                                                                            | Argentina under 23                                                               | Amichevole                                                                       | -                                                                                | 48’ 78’                                                                          |
| 22-3-2024                                                                        | Kameoka                                                                          | Giappone under 23                                                                | 1 – 3                                                                            | Mali under 23                                                                    | Amichevole                                                                       | -                                                                                | 64’                                                                              |
| Totale                                                                           |                                                                                  | Presenze                                                                         | 6                                                                                |                                                                                  | Reti                                                                             | 0                                                                                |                                                                                  |

## Palmarès

### Club

#### Competizioni nazionali
- Coppa J. League: 1

FC Tokyo: 2020